# Mandar Rao Dessai
Mandar Rao Desai (Mapusa, 18 marzo 1992) è un calciatore indiano, centrocampista del Chennaiyin.

## Carriera

### Club
Ha giocato nella prima divisione indiana.

### Nazionale
Ha giocato nella nazionale indiana Under-23. Nel 2019 ha esordito in nazionale maggiore.

## Statistiche

### Cronologia presenze e reti in nazionale
| Cronologia completa delle presenze e delle reti in nazionale ― India | Cronologia completa delle presenze e delle reti in nazionale ― India | Cronologia completa delle presenze e delle reti in nazionale ― India | Cronologia completa delle presenze e delle reti in nazionale ― India | Cronologia completa delle presenze e delle reti in nazionale ― India | Cronologia completa delle presenze e delle reti in nazionale ― India | Cronologia completa delle presenze e delle reti in nazionale ― India | Cronologia completa delle presenze e delle reti in nazionale ― India |
| Data                                                                 | Città                                                                | In casa                                                              | Risultato                                                            | Ospiti                                                               | Competizione                                                         | Reti                                                                 | Note                                                                 |
| -------------------------------------------------------------------- | -------------------------------------------------------------------- | -------------------------------------------------------------------- | -------------------------------------------------------------------- | -------------------------------------------------------------------- | -------------------------------------------------------------------- | -------------------------------------------------------------------- | -------------------------------------------------------------------- |
| 7-7-2019                                                             | Ahmedabad                                                            | India                                                                | 2 – 4                                                                | Tagikistan                                                           | Amichevole                                                           | -                                                                    | 60’                                                                  |
| 16-7-2019                                                            | Ahmedabad                                                            | India                                                                | 1 – 1                                                                | Siria                                                                | Amichevole                                                           | -                                                                    | 74’                                                                  |
| 10-9-2019                                                            | Doha                                                                 | Qatar                                                                | 0 – 0                                                                | India                                                                | Qual. Mondiali 2022                                                  | -                                                                    |                                                                      |
| 10-10-2019                                                           | Kochi                                                                | India                                                                | 1 – 1                                                                | Bangladesh                                                           | Qual. Mondiali 2022                                                  | -                                                                    | 57’                                                                  |
| 14-11-2019                                                           | Dušanbe                                                              | Afghanistan                                                          | 1 – 1                                                                | India                                                                | Qual. Mondiali 2022                                                  | -                                                                    | 46’                                                                  |
| 7-10-2021                                                            | Malé                                                                 | India                                                                | 0 – 0                                                                | Sri Lanka                                                            | SAFF Championship 2021 - 1º turno                                    | -                                                                    | 81’                                                                  |
| 10-10-2021                                                           | Malé                                                                 | Nepal                                                                | 0 – 1                                                                | India                                                                | SAFF Championship 2021 - 1º turno                                    | -                                                                    | 70’                                                                  |
| 13-10-2021                                                           | Malé                                                                 | India                                                                | 3 – 1                                                                | Maldive                                                              | SAFF Championship 2021 - 1º turno                                    | -                                                                    | 21’ 36’                                                              |
| 16-10-2021                                                           | Malé                                                                 | India                                                                | 3 – 0                                                                | Nepal                                                                | SAFF Championship 2021 - Finale                                      | -                                                                    | 82’                                                                  |
| Totale                                                               |                                                                      | Presenze                                                             | 9                                                                    |                                                                      | Reti                                                                 | 0                                                                    |                                                                      |

## Palmarès

### Club
- Super Cup: 2

FC Goa: 2019
East Bengal: 2024
- Indian Super League: 2

FC Goa: 2019-2020
Mumbai City: 2020-2021
- ISL Shield: 1

Mumbai City: 2022-2023

### Nazionale
- SAFF Championship: 1

2021